# Chuck Norris Superkicks
"Chuck Norris Superkicks" es un videojuego desarrollado y distribuido por Xonox en 1983. En él el jugador controla a Chuck Norris (no a un personaje ficticio, como suele interpretar en sus películas). Al expirar la licencia para el uso de su nombre, el juego también se vendió como "Kung Fu Superkicks".

## Desarrollo
En el juego se maneja a un experto en artes marciales chinas que cuyo objetivo es liberar un secuestro. El juego combina fases de movimientos a través de un mapa con otras de lucha contra enemigos.
El juego fue desarrollado por EA producciones.